# Хромосомные болезни
Хромосомные болезни — наследственные заболевания, обусловленные изменением числа или структуры хромосом (геномными или хромосомными мутациями соответственно).
Хромосомные болезни возникают в результате мутаций в половых клетках одного из родителей. Из поколения в поколение передаются не более 3—5 % из них. Хромосомными нарушениями обусловлены примерно 50 % спонтанных абортов и 7 % всех мертворождений.
Все хромосомные болезни принято делить на две группы: аномалии числа хромосом и нарушения структуры хромосом.

## Аномалии числа хромосом

### Болезни, обусловленные нарушением числа хромосом в клетках человека
- синдром Дауна — трисомия по 21-й хромосоме (или наличие дополнительных копий генетического материала этой хромосомы по другим причинам — за счёт транслокации или дупликации);
- синдром Патау — трисомия по 13-й хромосоме, характеризуется множественными пороками развития, идиотией, часто — полидактилия, нарушения строения половых органов, глухота; большинство больных не доживают до одного года;
- синдром Эдвардса — трисомия по 18-й хромосоме, нижняя челюсть и ротовое отверстие маленькие, глазные щели узкие и короткие, ушные раковины деформированы; 60 % детей умирают, не доживая до одного года;
- синдром Варкани — трисомия по 8-й хромосоме, характеризуется множественными изменениями лица и опорно-двигательного аппарата. Большой квадратный череп, выступающий лоб, деформация головы, косоглазие, широкая спинка носа, другие пороки. Часты мозаичные варианты. Полная трисомия по 8-й хромосоме в большинстве случаев летальна.

### Болезни, связанные с нарушением числа половых хромосом
- Синдром Шерешевского — Тёрнера — отсутствие одной Х-хромосомы у женщин (45 Х0) вследствие нарушения расхождения половых хромосом; к признакам относится низкорослость, половой инфантилизм и бесплодие, различные соматические нарушения (микрогнатия, короткая шея и др.).
- Синдром Клайнфельтера — полисомия по X-хромосомам у мальчиков (47, XXY), признаки: евнухоидный тип сложения, гинекомастия, слабый рост волос на лице, в подмышечных впадинах и на лобке, половой инфантилизм, бесплодие; умственное развитие отстает, однако иногда интеллект нормальный.
- Полисомия по Х-хромосоме включает трисомию (кариотип 47, XXX), тетрасомию (48, ХХХХ), пентасомию (49, ХХХХХ), Синдром 48, XXXY, синдром 49, XXXXY. Может отмечаться незначительное снижение интеллекта, повышенная вероятность развития психозов и шизофрении с неблагоприятным типом течения.
- Полисомия по Y-хромосоме включает трисомию (кариотип 47, XYY), тетрасомию (48, ХYYY), пентасомию (49, ХYYYY), клинические проявления также схожи с полисомией X-хромосомы;
- Полисомия по обеим половым хромосомам: синдром 48, XXYY, синдром 49, XXXYY.

### Болезни, причиной которых являетсяполиплоидия
- триплоидии, тетраплоидии и т. д.; причина — нарушение процесса мейоза вследствие мутации, в результате чего дочерняя половая клетка получает вместо гаплоидного (23) диплоидный (46) набор хромосом, то есть 69 хромосом (у мужчин кариотип 69, XYY, у женщин — 69, XXX); почти всегда летальны до рождения.

## Нарушения структуры хромосом
- Транслокации — перенос участка ДНК с одной хромосомы к другой, но не гомологичной ей.
- Делеции — потери участка хромосомы. Например, синдром кошачьего крика связан с делецией короткого плеча 5-й хромосомы. Признаком его служит необычный плач детей, напоминающий мяуканье или крик кошки. Это связано с патологией гортани или голосовых связок. Наиболее типичным, помимо «кошачьего крика», является умственное и физическое недоразвитие, микроцефалия (аномально уменьшенная голова).
- Инверсии — повороты участка хромосомы на 180 градусов.
- Дупликации — удвоения участка хромосомы.
- Изохромосомия — хромосомы с повторяющимся генетическим материалом в обоих плечах.
- Возникновение кольцевых хромосом — соединение двух концевых делеций в обоих плечах хромосомы.
- Утрата — отрыв части хромосомы.

В настоящее время[когда?] у человека известно более 700 заболеваний, вызванных изменением числа или структуры хромосом. Около 25 % приходится на аутосомные трисомии, 46 % — на патологию половых хромосом. Структурные перестройки составляют 10,4 %. Среди хромосомных перестроек наиболее часто встречаются транслокации и делеции.